# Falcon Entertainment
Falcon Entertainment (nota anche come Falcon Studios) è una casa di produzione cinematografica statunitense che produce e distribuisce film pornografici gay, fondata nel 1971 da Chuck Holmes.

## Panoramica
La Falcon è diventata negli anni uno dei marchi più noti e riconoscibili della pornografia gay, al pari di altre società come Hot House Entertainment e COLT Studio.
Negli anni la Falcon ha prodotto e pubblicato oltre 400 film, sotto diversi marchi, tutti compresi nella The Falcon Family of Companies:
- Falcon Studios: marchio principale del gruppo;
- Jocks Studios: si concentra su giovani modelli;
- Mustang Studios: incentrato su modelli più maturi;
- Falcon International Collection: realizza film in Europa con attori dell'Europa dell'Est;
- Alone With Series: realizza interviste con modelli intenti a masturbarsi da soli, invece di avere rapporti sessuali con altri partner.

Oltre alla produzione di film, la Falcon opera anche su internet, sul suo sito web è possibile acquistare DVD e giochi erotici. Sono disponibili dimostrazioni sessuali tramite live webcast, per un membri registrati nell'area chiamata Falcon TV. Inoltre sono in vendita i dildi modellati sulle reali fattezze dei peni dei modelli della Falcon.

## Storia
Prima del 2004, The Falcon Family of Companies è stata di proprietà della società madre Conwest Resources Inc. La Conwest è stata a sua volta di proprietà della Charles M. Holmes Foundation, una fondazione nata a Portland, in Oregon. La fondazione supporta un'ampia gamma di organizzazioni, compresi vari gruppi atti a proteggere e far valere i diritti della comunità LGBT, le organizzazioni, inoltre forniscono sostegno alle persone che vivono con HIV e AIDS.
Nel 2004 la gestione dello studio è stata acquisita da Falcon Conwest attraverso 3Media Corp, una società che è stata formata da dirigenti Falcon, Terry Mahaffey e Todd Montgomery. L'operazione è stata realizzata al fine di separare le attività da Charles M. Holmes Foundation, che continua a funzionare come una organizzazione no-profit.
Terry Mahaffey è deceduto il 31 ottobre 2005, mentre Todd Montgomery ha lasciato la Falcon il 22 maggio 2008. Attualmente il presidente e amministratore delegato dello studio è Steve Johnson.
Nel dicembre 2010 i Falcon Studios vengono acquistati dall'Adult Entertainment Broadcast Network (AEBN), una società specializzata nella distruzione attraverso internet di video per adulti in streaming e on demand. Falcon Studios viene fusa con i Raging Stallion Studios, ed assieme a Naked Sword e a Gunzblazing Affiliate Program danno vita ad una nuova divisione gay della AEBN. La fusione tra le due case di produzione è nata con l'intento di dar vita ad un colosso produttivo della pornografia gay, in grado di realizzare oltre 60 film all'anno. Nonostante la fusione i marchi e brand commerciali delle due società restano divisi, permettendo ai loro attori in esclusiva di interscambiarsi e lavorare nello stesso film.

### Registi che lavorano per la Falcon
- Chi Chi LaRue
- John Rutherford
- Steven Scarborough
- Chris Steele
- Paul Barresi

### Attori pornografici
| - Adam Killian - Aiden Shaw - Al Parker - Árpád Miklós - Austin Wolf - Billy Brandt - Landon Conrad - Brad Patton - Brad Stone - Brent Corrigan - Brent Everett - Leo Giamani - Gabriele Cortis - Casey Donovan - Chad Hunt - Diesel Washington - Jimmy Durano |  | - Trey Casteel - Claude Jourdan - Cody Foster - Colby Taylor - Christian Wilde - Cole Carpenter - Cort Stevens - Erik Rhodes - Giorgio Canali - Jimmy Durano - Gus Mattox - Hal Rockland - Jeff Hammond - Rod Phillips - C.J. Madison - Alessio Romero |  | - Jeff Palmer - Joey Stefano - John Davenport - John Holmes - Jon Vincent - Josh Weston - Ken Ryker - Kevin Dean - Kevin Williams - Kip Noll - Kris Lord - Kristen Bjorn - Tyler Saint - Alex Marte |  | - Lee Ryder - Mandingo - Matt Gunther - Matthew Rush - Matt Sanchez - Maxx Diesel - Matt Ramsey - Pierre Fitch - Rex Chandler - Rick Donovan - Rick Pantera - R.J. Danvers - Parker Williams - Jesse Santana |  | - Rob Romoni - Roman Heart - Samuel Colt - Shane Rockland - Spencer Reed - Steve Cruz - Tag Adams - Timothy J. Boham - Tom Chase - Tommy Blade - Tristan Mathews - Vince Rockland - Wolf Hudson - Zak Spears |